# Poiano (Verona)
Poiano di Valpantena o, più comunemente, Poiano (Pojàn in dialetto locale) è una frazione del comune italiano di Verona, nell'omonima provincia in Veneto.

## Geografia fisica
Dista circa 6 km in direzione nord-est dal centro della città e sorge a 83 m sul livello del mare. Nella frazione abitano 1998 persone. È situato nella parte ovest della parte finale della Valpantena, a ridosso delle Torricelle, fra Borgo Venezia e Quinto e fa parte della Circoscrizione 8 Nord-Est.

## Etimologia
Di origine antica, se ne trova attestazione con il nome di Puliano nell'861 e come Pollano nel 1184. Entrambe le diciture sembrano rimandare al prediale romano Pullianus (podere di un Pullio). Secondo un'etimologia popolare il nome deriverebbe dall'espressione latina Podium Iani, ovvero "Poggio di Giano". Tale dicitura sarebbe dovuta alla posizione geografica della località, che è la prima della Valpantena per un viaggiatore proveniente da Verona e, per così dire, "apre le porte" della vallata. Di qui il parallelismo con il dio romano Giano, protettore dell'uscio.

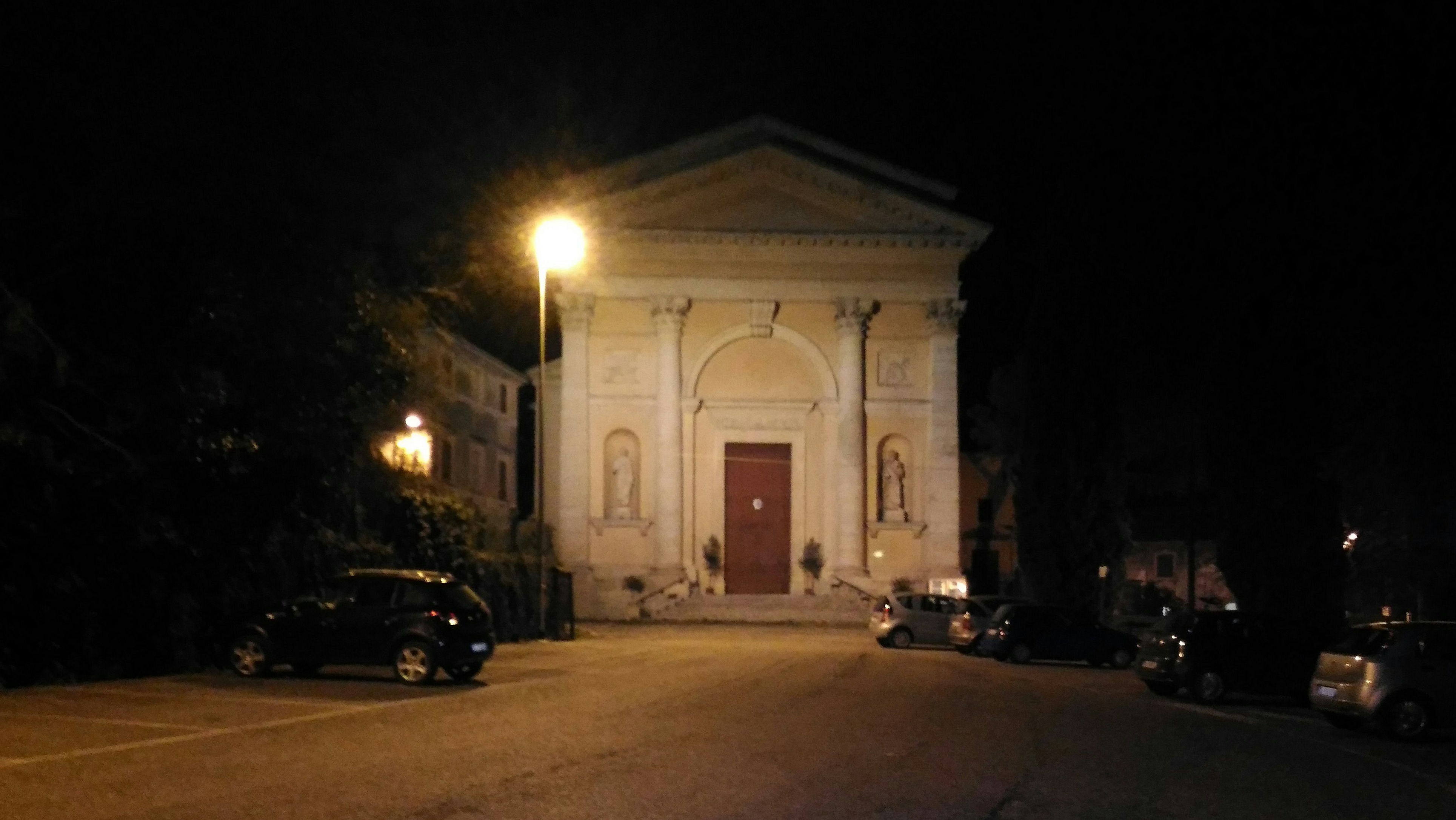
Facciata della chiesa parrocchiale dei Santi Pietro e Paolo in Poiano.
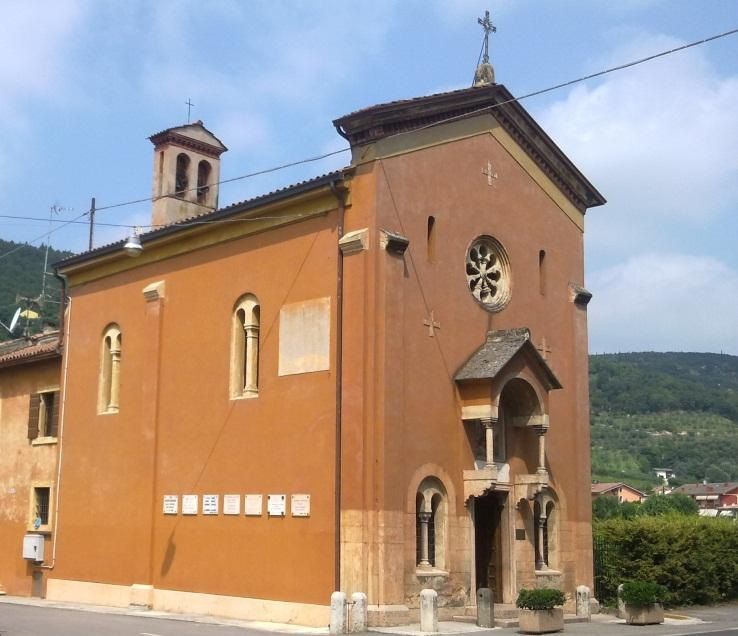
Santuario della Madonna dell'Altarol, sulla strada tra Poiano e Quinto di Valpantena.

## Monumenti e luoghi d'interesse
Fra i luoghi d'interesse, oltre alla chiesa parrocchiale intitolata ai santi Pietro e Paolo (1819-30, su disegno di Giuseppe Barbieri), va ricordata la chiesa della Madonna dell'Altarol, in contrada Clocego, risalente al diciassettesimo secolo.
Il campanile della parrocchiale ospita 6 campane in scala di Mib3, fuse dalla ditta Cavadini nel 1850 e montate per essere suonate secondo la tecnica dei concerti di Campane alla veronese.

## Infrastrutture e trasporti
Poiano è attraversata dalla strada provinciale 6 che, fra il 1922 e il 1958, ospitò un'omonima fermata lungo il binario della tranvia Verona-Grezzana, la quale faceva parte di un insieme di tranvie elettriche che caratterizzarono la provincia veronese e rappresentò un importante strumento di crescita per la Valpantena.
Poiano si trova nelle immediate vicinanze dell'uscita Grezzana-Bosco Chiesanuova sulla tangenziale est, il raccordo autostradale che collega la SP6 dei Lessini e la Valpantena all'autostrada A4 (casello di Verona est) e alla tangenziale sud, costeggiando il settore orientale del comune di Verona.